# Dasyprocta coibae
Dasyprocta coibae là một loài động vật có vú trong họ Dasyproctidae, bộ Gặm nhấm. Loài này được Thomas mô tả năm 1902.

## Hình ảnh

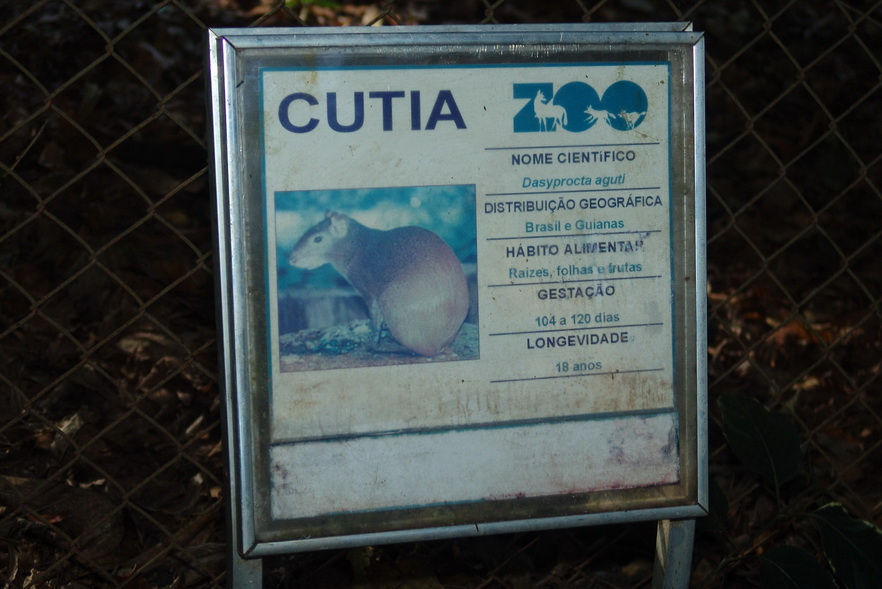
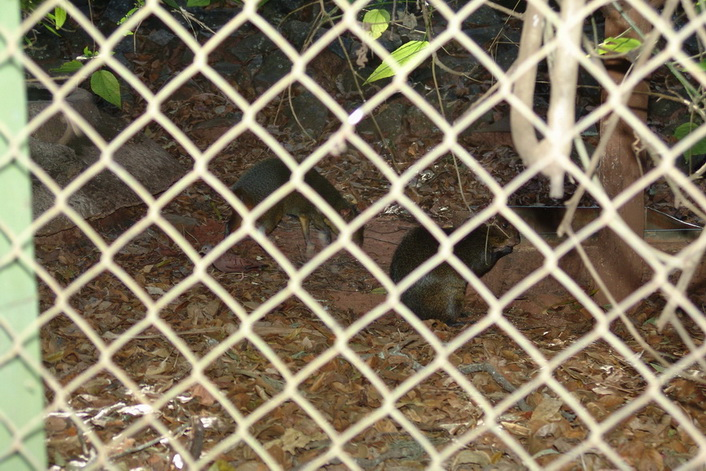